# Station Culmont-Chalindrey
Station Culmont-Chalindrey is een spoorwegstation in de Franse gemeente Chalindrey.
Het station werd geopend in 1858.
Nabij het station ligt een ronde stelplaats voor locomotieven met in het midden een draaischijf. Deze Rotonde werd gebouwd in 1948.